# Johannes Faber (Musiker)
Johannes Faber (* 7. November 1952 in München) ist ein deutscher Jazztrompeter und Komponist, der seit mehreren Jahren auch als Opernsänger und Schauspieler aktiv ist.

## Leben
Sein Trompetenstudium absolvierte er in München, Graz und an der Berklee College of Music in Boston. Er spielte unter anderem mit Konstantin Wecker, Wolfgang Dauner, Dusko Goykovich, Sal Nistico, Mal Waldron. Als Solotrompeter, Arrangeur und Komponist war er 1980 bis 1990 Mitglied im Südfunk-Tanzorchester Stuttgart (unter Leitung von Erwin Lehn) und anschließend in der NDR Bigband tätig. An der Hochschule für Musik und Theater Hamburg war er zwischen 1990 und 1998 Professor. 2012 wurde er Professor am „Conservatorio Nicolò Paganini“ in Genua.
Am Münchner Gärtnerplatztheater spielte er den „Hias“ und komponierte die Musik des gleichnamigen Stückes. Er besetzte die Sprecherrolle in Engelbert Humperdincks Hänsel und Gretel sowie 1999 die Rolle des Sarastro in Mozarts Zauberflöte.
Im Jahr 2000 rief er die Reihe „Jazz im Gärtnerplatz“ ins Leben. In Zusammenarbeit mit Philip Taylor entstand das Jazz-Ballett „4“, zu dem er die Musik komponierte und auch auf der Bühne auftrat.
Er ist auf mehreren CD-Einspielungen zu hören, spielte ab 1983 im United Jazz and Rock Ensemble und gründete 1985 die Formation „Consortium“, in der u. a. Billy Cobham spielte. 1985 wurde er gemeinsam mit Joerg Reiter mit dem Jazzpreis Baden-Württemberg ausgezeichnet.
Sein Sohn Christof ist unter dem Namen Joachim Deutschland als Rockmusiker aktiv.

## Diskographie
- Johannes Faber Quintet (Feat. George Adams, Billy Cobham) When Sun Lights Up The Future, 1984 Circle Records
- Johannes Faber’s Consortium (Feat. Billy Cobham, David King, Christof Lauer, Jörg Reiter), 1985 Mood Records
- Johannes Faber, Joerg Reiter, Tom van der Geld, Thomas Stabenow: Kinderspiel, 2000 Bassic Sound